# Сандвип (город)
Сандвип (бенг. সন্দ্বীপ, англ. Sandwip) — город на юго-востоке Бангладеш, административный центр одноимённого подокруга. Город расположен на одноимённом острове в Бенгальском заливе. Площадь города равна 23,12 км². По данным переписи 2001 года, в городе проживало 41 488 человек, из которых мужчины составляли 47,48 %, женщины — соответственно 52,52 %. Плотность населения равнялась 1794 чел. на 1 км². Уровень грамотности населения составлял 40,4 % (при среднем по Бангладеш показателе 43,1 %). 